# Брадли (окръг, Арканзас)
Окръг Брадли (на английски: Bradley County) е окръг в щата Арканзас, Съединени американски щати. Площта му е 1694 km², а населението – 11 508 души (2010). Административен център е град Уорън.